# Andrej Bučko
Andrej Bučko (27. října 1912 Žabokreky nad Nitrou – 3. prosince 1994 Bratislava) byl slovenský gastroenterolog a odborník na výživu, jedním ze zakladatelů Výskumného ústavu výživy ľudu (VÚVL) a jeho dlouholetý ředitel. Zabýval se vlivem výživy na funkci a morfologii pankreasu.

## Život
Během své kariéry absolvoval stáže v Praze, Paříži, Sovětském svazu, NDR, Maďarsku, Polsku, Švýcarsku, Belgii a Itálii. V roce 1968 se stal předsedou nově vzniklé organizace Slovenské spoločnosti pre gastroenterológiu a výživu (SSGV). V roce 1970 byl zvolen do Group of European Nutritionists.
Na lékařské fakultě Univerzity Komenského v Bratislavě získal v roce 1972 titul DrSc.
Působil v redakcích řady odborných časopisů, mimo jiné jako vedoucí redaktor časopisu Výživa a zdravie  či jako člen redakční rady časopisu Die Nahrung.

## Dílo (výběr)
- Výživa a Pankreas (1974)
- Praktická dietetika (1972) – společně s Pavlou Ambrovou.
- přispíval též studiemi do mnoha odborných časopisů